# Jaromil Jireš
Jaromil Jireš (10 de diciembre de 1935-24 de octubre de 2001) fue un director de cine checo, uno de los pioneros en el movimiento de la Nueva ola checoslovaca. Las adaptaciones al cine de las novelas La broma y Valerie y su semana de las maravillas figuran entre sus producciones más notables.

## Carrera cinematográfica
Durante la década de 1960, Jireš tuvo varios enfrentamientos con los censores del régimen comunista checoslovaco, lo que limitó su producción. Su película de 1963 Křik («El llanto») fue inscrita en el Festival de Cine de Cannes 1964. Se describe a menudo como la primera película de la Nueva Ola Checoslovaca, un movimiento conocido por su humor negro, el uso de actores no profesionales, y el "realismo arte-cine".
Otra de las obras destacadas de Jireš fue La broma, una adaptación de la primera novela de Milan Kundera. La broma narra la historia de Ludvik Jahn, un hombre expulsado del Partido Comunista Checoslovaco para una broma para su novia, y la venganza que después busca a través del adulterio. La película fue producida durante la liberalización política de la Primavera de Praga de 1968 y contiene muchas escenas que satirizan y critican el liderazgo comunista del país. Liberado después de la invasión del Pacto de Varsovia a Checoslovaquia, la película tuvo un éxito inicial en los cines, pero luego fue prohibida por las autoridades durante los próximos veinte años. Amos Vogel escribió que la película fue "posiblemente, la acusación más demoledora del totalitarismo a salir de un país comunista".
Valerie y su semana de las maravillas, ambientada a principios del siglo XIX, se basa en una novela de Vítězslav Nezval y fue estrenada en 1970. Es una película de estilo gótico relacionada con la aparición de la menstruación y el despertar sexual de una joven de trece años. Su película de 1979 El joven y Moby Dick participó en el 11.º Festival Internacional de Cine de Moscú.
Tras la toma soviética de Checoslovaquia, Jireš continuó trabajando en el país, con material menos controversial. En 1971, dirigió Mi amor a las golondrinas, una película de la Segunda Guerra Mundial sobre un luchador de la resistencia checa. Su película de 1982 Eclipse incompleto participó en el 33.º Festival Internacional de Cine de Berlín. Continuó haciendo películas durante los años 1980 y 1990, incluyendo documentales para televisión sobre ballet y ópera.

## Filmografía
- Fever (documental, 1958)
- Uncle (corto, 1959)
- The Hall of Lost Steps (corto, 1960)
- Footprints (corto, 1960)
- Don Spagát (corto, 1962)
- Křik (1963)
- The Log Cabin (corto, 1965)
- Perličky na dně (segmento "Romance", 1966)
- Citizen Karel Havlicek (corto, 1966)
- The King Game (corto, 1967)
- Don Juan 68 (corto, 1968)
- La broma (1969)
- The Journey of Vincence Mostek and Simon Pesl of Vlcnov to Prague A.D. 1969 (corto, 1969)
- Grandpa (documental, 1969)
- Court of Justice (documental, 1969)
- Valerie y su semana de las maravillas (1970)
- And Give My Love to the Swallows (1972)
- Leos Janácek (telefilme, 1973)
- Lidé z metra (1974)
- The Safe Cracker (corto, 1974)
- Il divino Boemo (corto, 1974)
- Island of the Silver Herons (telefilme, 1976)
- Talíre nad Velkým Malíkovem (1977)
- Mladý muž a bílá velryba (1979)
- The Diary of One Who Disappeared (telefilme, 1979)
- Payment in Kind (1980)
- Úteky domu (1980)
- Svet Alfonse muchy (1980)
- Bohuslav Martinu (telefilme, 1980)
- Opera ve vinici (1981)
- Kouzelná Praha Rudolfa II (telefilme, 1982)
- Incomplete Eclipse (1983)
- Katapult (1984)
- Prodlouzený cas (1984)
- Milos Forman - Das Kuckucksei (documental, 1985)
- Lev s bílou hrívou (1986)
- Sidney Lumet: I Love New York (documental, 1987)
- O Háderunovi a víle Elóre (telefilme, 1987)
- Po zarostlem chodnícku (documental, 1987)
- Nadeje má hluboké dno (telefilme, 1988)
- Antonín Dvorák (miniserie, 1990)
- F. Murray Abraham (documental, 1991)
- Labyrinth (1991)
- Beschreibung eines Kampfes (1991)
- Rekviem za ty, kteri prezili (documental, 1992)
- Hudba a víra (documental, 1992)
- Hudba a bolest (documental, 1992)
- And If There Are Angels Here (telefilme, 1992)
- Helimadoe (1994)
- Učitel tance (1995)
- Dvojrole (1999)